# Place Canclaux
La place Canclaux est une place de la ville de Nantes, dans le département français de la Loire-Atlantique. 

## Situation et accès
Située dans le quartier Dervallières - Zola, elle est le point d'intersection de la rue Colonel-Desgrées-du-Lou, de la rue de Gigant, de la rue Alfred-Riom, du boulevard Paul-Langevin, de la rue de la Ville-en-Bois et de la rue Richeux.
Le couvent des Franciscains occupe le côté nord de la place.
Un square clôturé, entouré d'une vingtaine de marronniers se trouve au centre de la place.

## Origine du nom
Elle porte le nom du général Jean-Baptiste-Camille de Canclaux (1740-1817), qui défendit victorieusement Nantes face à l'Armée catholique et royale de Vendée lors de la guerre de Vendée. 

## Historique
La place est modelée entre 1867 et 1876. L'endroit a été appelé « place de Gigant » et a pris sa dénomination actuelle depuis le 31 décembre 1856.

## Bâtiments remarquables et lieux de mémoire
Deux aubettes, destinés naguère à abriter les passagers en attente du tramway de l'ancienne ligne ouest, qui traversait alors le centre de la place, se trouvent dans le square central ; réalisées en béton en 1933, elles sont l'œuvre du sculpteur Camille Robida et de l'architecte de la ville Étienne Coutan ; elles se présentent sous la forme de deux cylindres superposés dont celui du bas, plus large, permettait aux usagers de s'asseoir, le tout étant surmonté d'un large disque protégeant les voyageurs des intempéries. La ligne de tramway est supprimée en 1958, mais les aubettes ont été laissées en place.

## Galerie

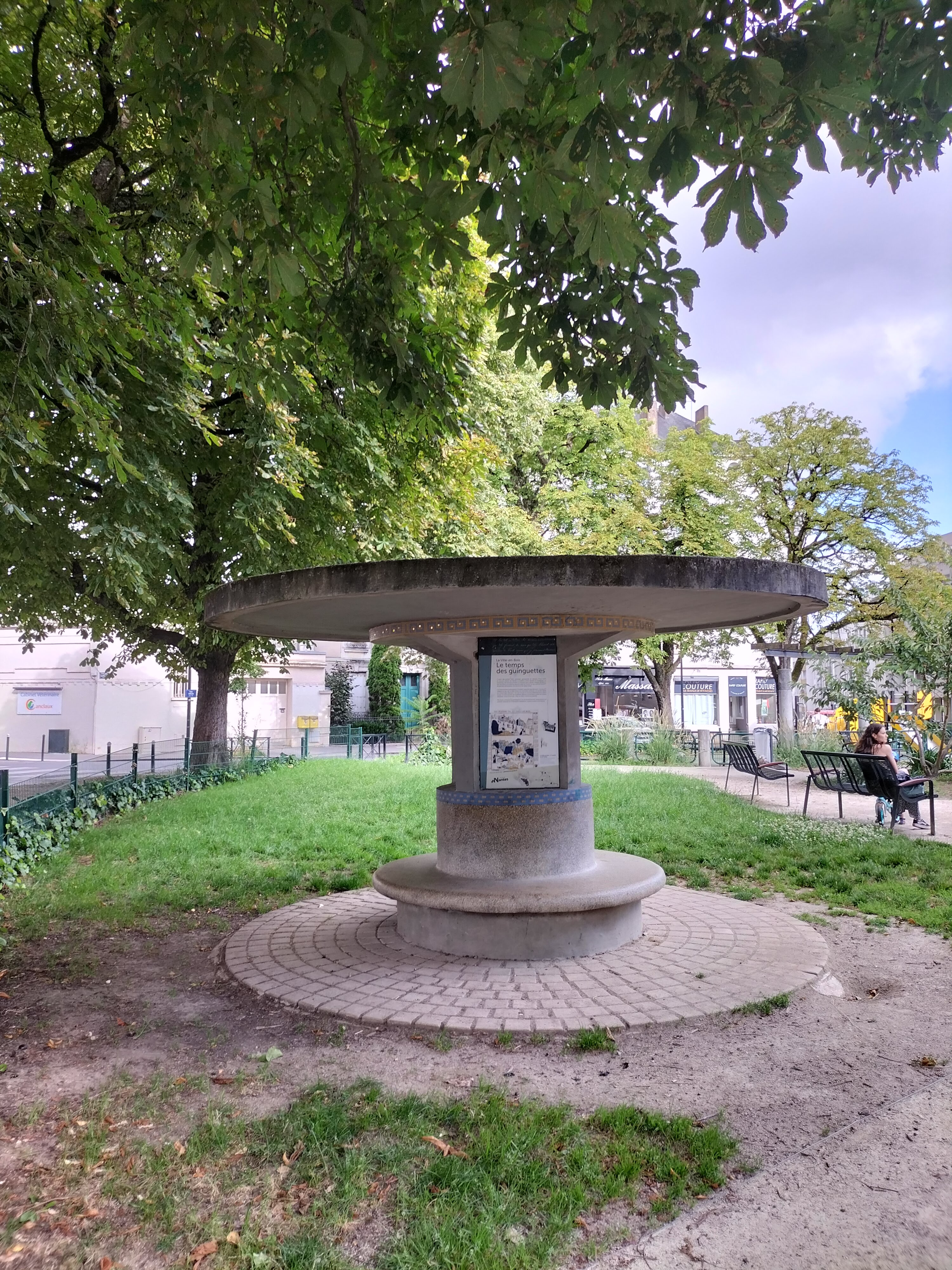
Ancienne aubette du tramway de la place Canclaux.
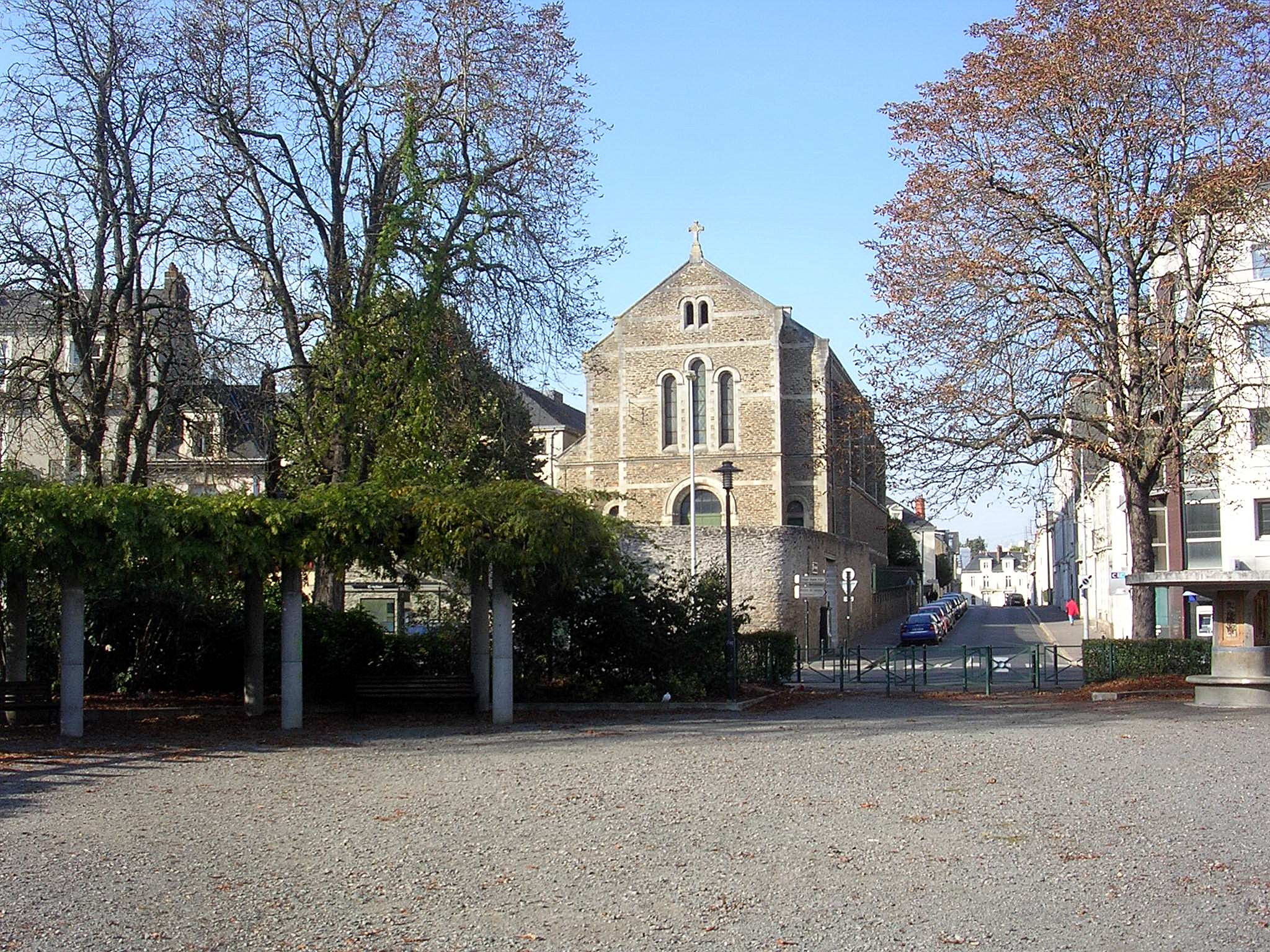
Vue du square au centre de la place, en direction de la rue Colonel-Desgrées-du-Lou et la chapelle des Franciscains.
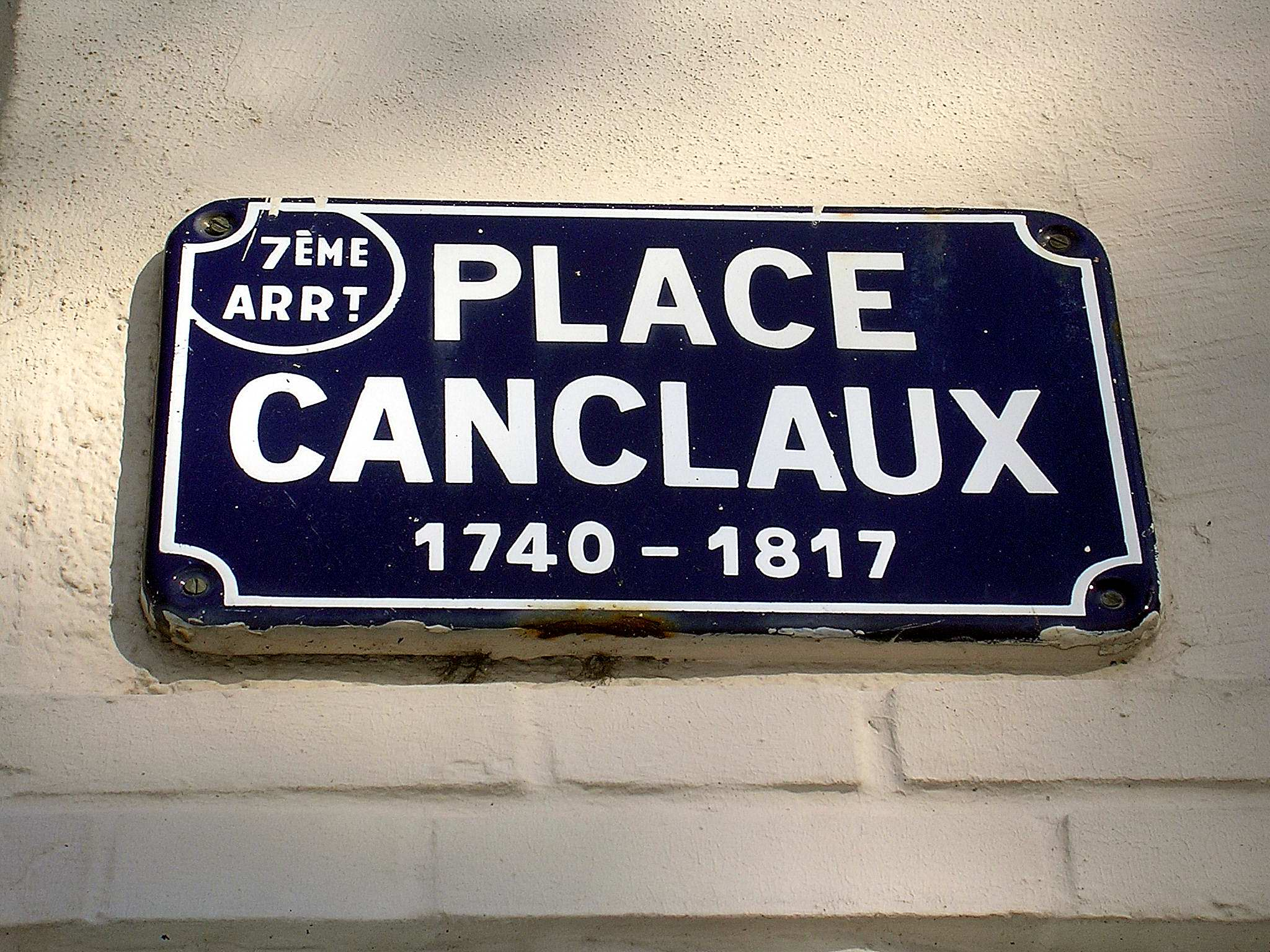
Panneau de la place Canclaux.